# 小人の冒険シリーズ
『小人の冒険シリーズ』（こびとのぼうけんシリーズ、原題：The Borrowers）はイギリスの作家メアリー・ノートンによる児童向けのファンタジー小説シリーズ。人間からものを借りることでひっそりと暮らしていた小人の冒険を描く物語。1952年に第1作が発表され、1982年までに全5作が発表された。

## 概要
小人の少女アリエッティとその両親であるポッドとホミリーの、人間の家での借り暮らしや家を出てからの冒険が、小人たちや人間たちとの交流をまじえて描かれる。
1961年4巻の刊行で物語は完結したに思われたが、その21年後に5巻が発売された。
1952年に発表された第1作は、その年にイギリスでカーネギー賞を受賞。2007年には、過去70年間の最も重要な児童小説のひとつに選定された。邦訳は1956年に岩波少年文庫より第1作が出版された。訳者は第1作から第4作までが林容吉、第5作が猪熊葉子。第5作のあとがきで猪熊は、本作をロビンソン・クルーソーと比較し「近代文明の終焉の意識をもって書かれている」と評し、文明への過度の依存が種族の破滅に繋がりかねない借り暮らしの姿は、そのまま現代人の問題でもあると述べている。

## 構成
出版順に次の5作から成る。
- 床下の小人たち The Borrowers（1952）
- 野に出た小人たち The Borrowers Afield（1955）
- 川をくだる小人たち The Borrowers Afloat（1959）
- 空をとぶ小人たち The Borrowers Aloft（1961）
- 小人たちの新しい家 The Borrowers Avenged（1982）

## あらすじ
小人のアリエッティとその両親の一家は、イギリスの田舎の民家の床下で、人間から借りたもので生活する借り暮らしをしていた。しかし好奇心旺盛なアリエッティが人間の少年と知り合ったことで、その住処が見つかり、煙で燻り出されてしまう。アリエッティたちは新しい住処を求めて冒険の旅に出る。

## 登場人物

### 小人たち
鉛筆ほどの大きさの人々。田舎の古い民家の片隅に住み、人間から食料や日用品を借りる借り暮らしをしている。人間のことは自分たちを養うための存在と見ているが内心では怖れている。家の名はその家の最寄りの家具からとられている。
アリエッティ・クロック
13歳の小人の少女。1階の広間の大時計の下に住み、13年間その内で育つ。父親に付いて外へ出た際、人間の少年と出会う。好奇心旺盛な性格。字の読み書きができ、日記を書いたり本のコレクションをしたりしている。
ポッド・クロック
アリエッティの父親。妻のホミリーによると「いちばんの借り手」。カーテンを登っていた際、最初に男の子に目撃されてしまう。
ホミリー・クロック
アリエッティの母親。アリエッティを心配し、少々口やかましい。
ヘンドリアリ・クロック
アリエッティのおじ。1892年、応接間のマントルピースの上で人間に目撃され、一家で野外のアナグマの穴に移住した。
ルーピー・クロック
ヘンドリアリの妻。3人の息子と継子にあたるエグルティナがいる。気取り屋の性格。
エグルティナ・クロック
ヘンドリアリの娘。家を出て行方不明になり、猫に食べられたと思われていた。『野に出た小人たち』で生きていたことが判明する。
スピラー
2巻で登場、クロック家族を人間から救う。手製の弓矢を使い、借りよりも狩りが得意。
ピーグリーン
5作で登場、文字の読み書きが出来、絵をかくのも得意。

## 映像化作品
- ザ・ボロウワーズ（1973年、アメリカ）
- ザ・ボロウワーズ（1992年～1993年、イギリス）
BBCテレビシリーズ。イアン・ホルム主演。日本ではNHK教育テレビで放映。
- ボロワーズ／床下の小さな住人たち（1997年、アメリカ=イギリス）
ピーター・ヒューイット監督、ジョン・グッドマン、ジム・ブロードベント、トム・フェルトン主演。
- 借りぐらしのアリエッティ（2010年、日本）
アニメーション映画。米林宏昌監督、スタジオジブリ制作。舞台を日本に移している。詳細は『借りぐらしのアリエッティ』の項を参照。
- ザ・ボロウワーズ（2011年、イギリス）
BBCテレビ映画。クリストファー・エクルストン主演。